# حصار خوست
خلال الحرب السوفيتية الأفغانية التي استمرت تسع سنوات وما تلاها من حرب أهلية أفغانية، كانت مدينة خوست تحت الحصار لأكثر من أحد عشر عامًا. وكان مدرج مطار مدينتها قاعدة لعمليات مروحيات القوات السوفيتية.